# 卡尼亚达
卡尼亚达，是西班牙巴伦西亚自治区阿利坎特省的一个市镇。总面积19km2，总人口1213人（2001年），人口密度64人/km2。